# Barrera de amor
Barrera de Amor é uma telenovela mexicana produzida por Ernesto Alonso em sua última produção para a Televisa e exibida pelo Canal de las Estrellas entre 10 de outubro de 2005 e 12 de maio de 2006, sucedendo Contra viento y marea e antecedendo Duelo de pasiones. 
É uma história original de Liliana Abud com adaptação de Orlando Merino e Jaime García Estrada. 
A trama é protagonizada por Yadhira Carrillo e Sergio Reynoso, coprotagonizada por Susana Diazayas e Aarón Díaz com atuações estelares de Manuel Landeta e da primeira atriz Norma Herrera e antagonizada por Alexis Ayala, Chantal Andere, Gerardo Murguía, Armando Araiza, Alexa Damián e pela primeira atriz Raquel Olmedo.

## Sinopse
María Teresa Galván vive no povo de Santa María, no estado mexicano de Aguascalientes. Ela está apaixonada de Luis Antônio Romero, um viúvo algo maior que ela com dois filhos pequenos que a adoram. Luis Antônio é o veterinário da fazenda Valladolid e está a ponto de casar-se com Maitê, mas sua felicidade derruba-se quando Adolfo Valladolid, o suposto melhor amigo de Luis Antônio, estupra brutalmente a Maitê. Ao inteirar-se, Luis Antônio furioso dá-lhe uma golpiza a Adolfo e é enviado ao cadeia pela mãe deste, a influente hacendada dona Jacinta Valladolid, quem com a máscara de mulher piedosa, comete os piores actos. Os esforços de Maitê por conseguir a liberdade de Luis Antônio são inúteis.
Maitê descobre que o estupro a engravidou. Temendo pela vida de Luís Antônio, ela suplica a Adolfo que retire a acusação e ele aceita, com a condição de que ela se case com ele. Maitê aceita. Quando Luís Antônio sai da cadeia, ele pensa que Maitê se casou com Adolfo por dinheiro e, decepcionado, migra para o norte do país.
Na fazenda dos Valladolid vive Remédios Gomez, com seu filho Frederico, que é filho bastardo do finado Pedro Valladolid e meio-irmão de Adolfo. Frederico é hipócrita, astuto e ambicioso, e está obcecado por Manola Linhares, a noiva de Adolfo. Manola é possessiva, não ama Adolfo, mas quer sua fortuna, e sua relação passional com Frederico é só um capricho. Manoela é dona da fazenda vizinha, e Jacinta detesta Maitê por ter arruinado seus planos de casar Adolfo com Manoela. Quando Manoela fica sabendo do casamento de Maitê e Adolfo, ela se casa por despeito com Gustavo Zamora, um milionário da mesma idade de seu pai.
Jacinta trata Maitê com crueldade e a separa de sua pequena filha Valéria, alegando que não está apta para educá-la. Maitê tenta fugir com sua filha, mas é descoberta por Frederico. Jacinta expulsa Maitê da fazenda. Com o coração destruído por ter que deixar sua filha, Maitê se muda para Cidade do México, onde encontra trabalho como cozinheira em um café. Pouco tempo depois, Jacinta envia Valéria a um internato no Canadá.
Luís Antônio se transformou num homem amargurado; vive na Baixa Califórnia com seus filhos, Andrés e Daniel, e tem sua clínica veterinária. Mesmo com o passar dos anos, Luis Antônio não esqueceu Maitê, que também continua amando-o. Os esforços de Maitê, com ajuda de Vitor, o dono do café onde trabalha, não tiveram êxito. Na Cidade do México, Maitê se encontra com Magdalena, a quem conheceu em Santa Rita. Magdalena foi noiva de Adolfo, mas Jacinta não permitiu o casamento. Agora, Magdalena trabalha como prostituta num bordel e tem uma filha de Adolfo, Verônica.
Após a morte de Magdalena, Maitê se encarrega de cuidar de Verônica e, com muito esforço, consegue mandá-la para o Canadá. No internato, Verônica e Valéria ficam amigas sem suspeitar que são irmãs. Em Aguascalientes, as duas jovens conhecem Andrés e Daniel. Os dois irmãos ajudam o pai na veterinária, ainda que Andrés sonhe em ser toureiro. Verônica tem problemas psicológicos e sofre de personalidade múltipla. Jacinta a fez acreditar que sua mãe é uma qualquer que abandonou seu pai para fugir com outro homem.

## Elenco
- Yadhira Carrillo - Maria Teresa "Maité" Galván
- Sergio Reynoso - Luís Antonio Romero
- Chantal Andere - Manoela Liñares
- Norma Herrera - Remédios Gómez
- Raquel Olmedo - Doña Jacinta López vda. de Valladolid
- Alexis Ayala - Frederico Gómez Valladolid
- Armando Araiza - Rodrigo Zamora Linares
- Aarón Díaz - Andrés Romero
- Alexa Damián - Verônica/Vera/Violeta
- Susana Diazayas - Valéria Valladolid Guzmán
- Gerardo Murguía - Adolfo Valladolid López
- Ana Brenda Contreras - Juana "Juanita" Sánchez
- Graciela Bernardos - Griselda Martínez
- Rossana San Juan - Magdalena Núñez
- David Ramos - Dionísio
- Virginia Gimeno - Cleotilde
- Rosangela Balbó - Caetana Linares
- Raymundo Capetillo - Nicolás Linares
- Manuel Ibáñez - Nicanor López
- Xavier Marc - Gustavo Zamora
- Pedro Armendáriz Jr. - Don Pedro
- Juan Peláez - Sérgio
- Antonio Medellín - Sacerdote de Santa Maria
- Alberto Agnesi - Daniel Romero
- Manuel Landeta - Víctor
- Juan Peláez - Sergio López
- Luis Gimeno - Josefo Maldonado
- Aarón Hernán - José Maldonado
- Emilia Carranza - Josefina Maldonado
- David Ramos - Dionisio Pérez y Pérez
- Xavier Marc - Gustavo Zamora
- Virginia Gimeno - Cleotilde Ramos
- Antonio Miguel - Mayordomo Fam. Maldonado
- Antonio Medellin - Sacerdote de Sta. María
- Daniel Berlanga - Rodrigo
- Mario del Rio - Guillermo
- Lucy Tovar - Betha
- Rosita Bouchot - Leticia
- Ignacio Guadalupe - Teodoro
- Aleyda Gallardo - Martina
- Julio Montede - Padre Anselmo
- Ernesto Bojalil - Cantinero
- Paola Flores - Evelia
- Elizabeth Aguilar - Jacaranda
- Joana Benedek - Leonela
- Alejandro Correa - Daniel
- Conrado Osorio - Víctor

## Audiência
Teve média geral de 22,9 pontos.